# البطايمية (واد الخرشوف)
البطايمية هو دُوَّار يقع بجماعة اجبابرة، إقليم تاونات، جهة فاس مكناس في المملكة المغربية. ينتمي الدوّار لمشيخة واد الخرشوف التي تضم 30 دواوير. يقدر عدد سكانه بـ 159 نسمة حسب الإحصاء الرسمي للسكان والسكنى لسنة 2004.

## روابط خارجية
- البوابة الوطنية للجماعات الترابية
- المندوبية السامية للتخطيط